# NGC 3588/2
NGC 3588/2 је лентикуларна галаксија у сазвежђу Лав која се налази на NGC листи објеката дубоког неба.
Деклинација објекта је + 20° 23' 20" а ректасцензија 11h 14m 2,7s. Привидна величина (магнитуда) објекта NGC 3588 износи 15,0 а фотографска магнитуда 16,0. NGC 35882 је још познат и под ознакама UGC 6264, MCG 4-27-9, CGCG 126-11.